# Scopula lacriphaga
Scopula lacriphaga (лат.) — вид пядениц рода Scopula из подсемейства Sterrhinae. Встречается в Юго-Восточной Азии: северный Таиланд и юго-западный Китай (Юньнань). Вид назван S. lacriphaga из-за одной из особенностей питания: поглощение слёз (лакрифагия).

## Описание
Бабочки мелких размеров, размах крыльев самцов 20—24 мм (самки неизвестны). Сходен с видами Scopula detentata, Scopula haematophaga и Scopula nesciaria. S. lacriphaga отличается от первого меньшим размером (detentata: 23—27 мм, средний размах = 24 мм), более светлой окраской, крыльями с гораздо меньшим количеством тёмных чешуек, диагональные фасции на переднем и заднем крыле в целом более явные и менее рассеянные. От второго и третьего видов он отличается тем, что субтерминальная фасция менее чётко выражена, менее зубчатая и в основном без тёмных пятен, а также немного большим размером. Также есть отличия в строении гениталий.
Зафиксировано, что взрослые особи бабочек питались слезами млекопитающих (отсюда видовое название). Неполовозрелые стадии (в том числе, гусеницы) неизвестны, поэтому растения-хозяева также неизвестны. Взрослые особи встречаются на высоте от 360 до более 1600 м. Самцы зоофилы, питаются различными жидкостями тела млекопитающих, включая слёзную жидкость, кровь из ран или анальный экссудат комаров, на индийском слоне (Elephas maximus), зебу (Bos indicus) и азиатском буйволе (Bubalus bubalis), а также потом человека. Взрослые самцы были обнаружены летающими только в сезон дождей.